# Thomas Chambers (graveur)
Ne pas confondre avec le peintre Thomas Chambers (1808-1869).
Pour les articles homonymes, voir Chambers et Tom Chambers.
Thomas Chambers (ou Thomas Chambars), né vers 1724 à Londres et mort en 1789 dans la même ville, est un graveur britannique.

## Biographie
Thomas Chambers naît vers 1724 à Londres. Il est d'origine irlandaise. Il étudie la gravure et le dessin à Dublin et à Paris,.
En tant que graveur, il devient membre associé de la Royal Academy de Londres en 1770. Il grave à l'eau-forte, au pointillé et à la pointe sèche.
Il fournit un grand nombre des planches pour les collections de Boydell et contribue à illustrer les Anecdotes de Lord Orford. 
Thomas Chambers meurt accidentellement noyé dans la Tamise, en 1789 dans sa ville natale.

## Galerie

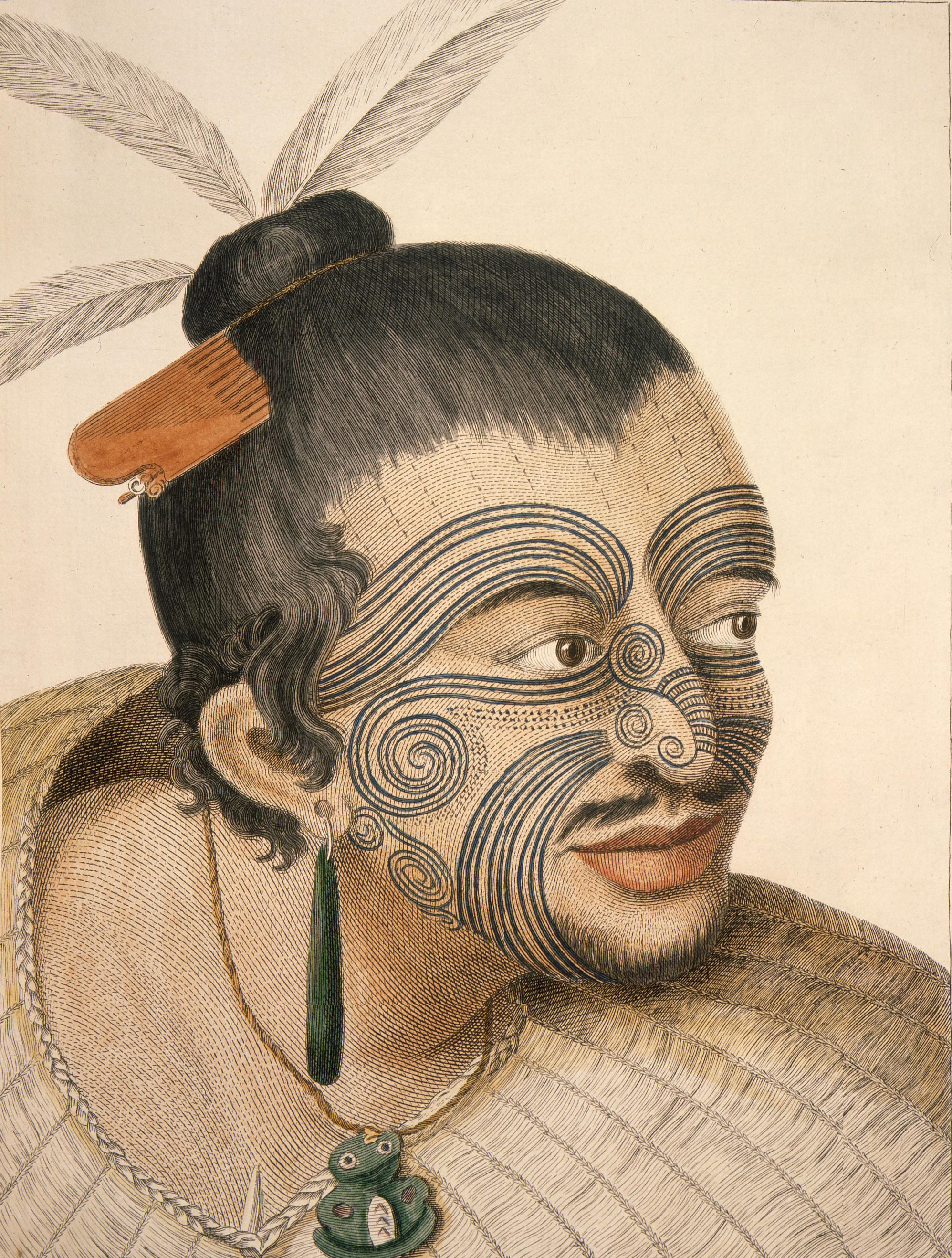
Buste d'un homme maori, gravure colorée à la main d'après Sydney Parkinson.
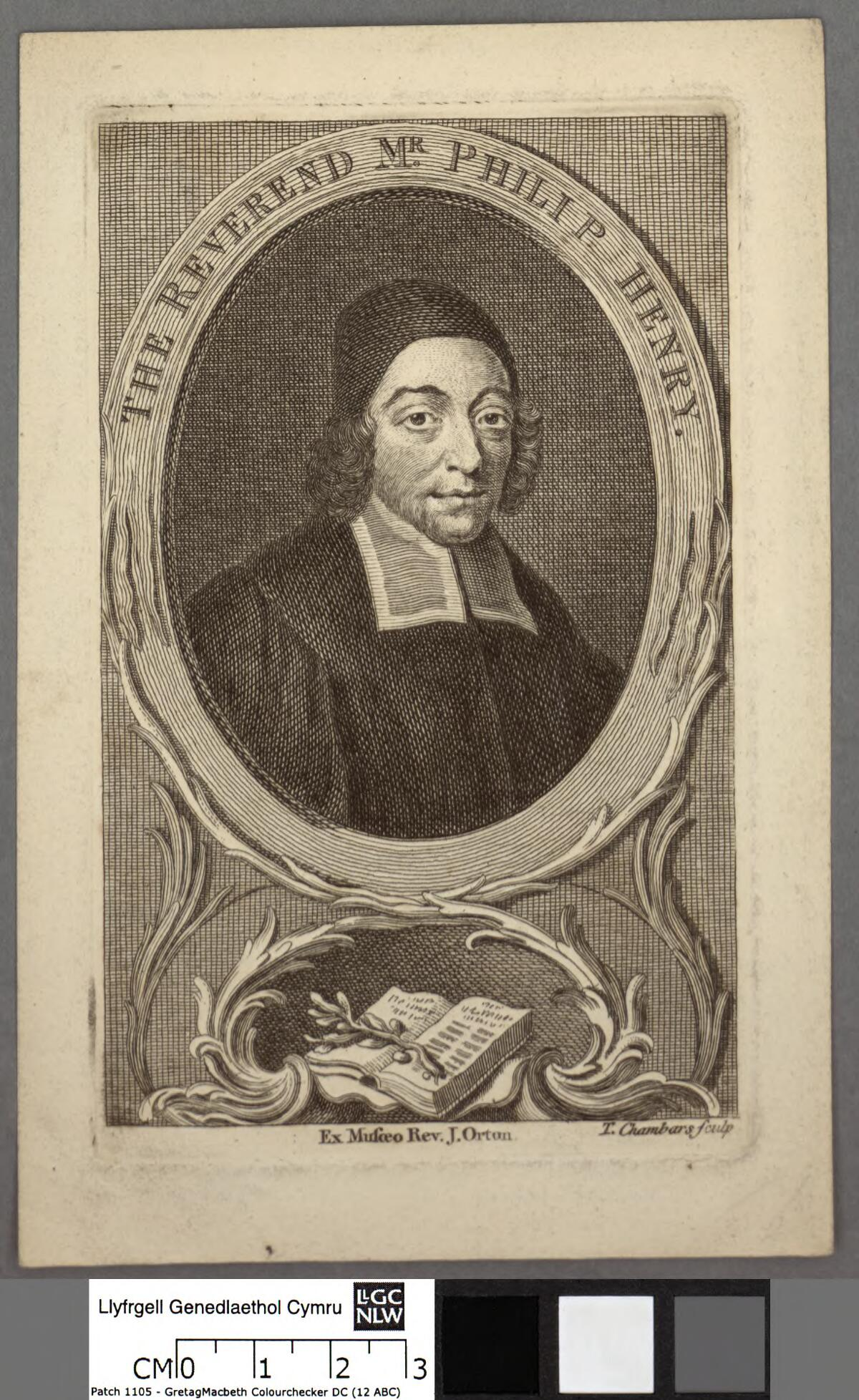
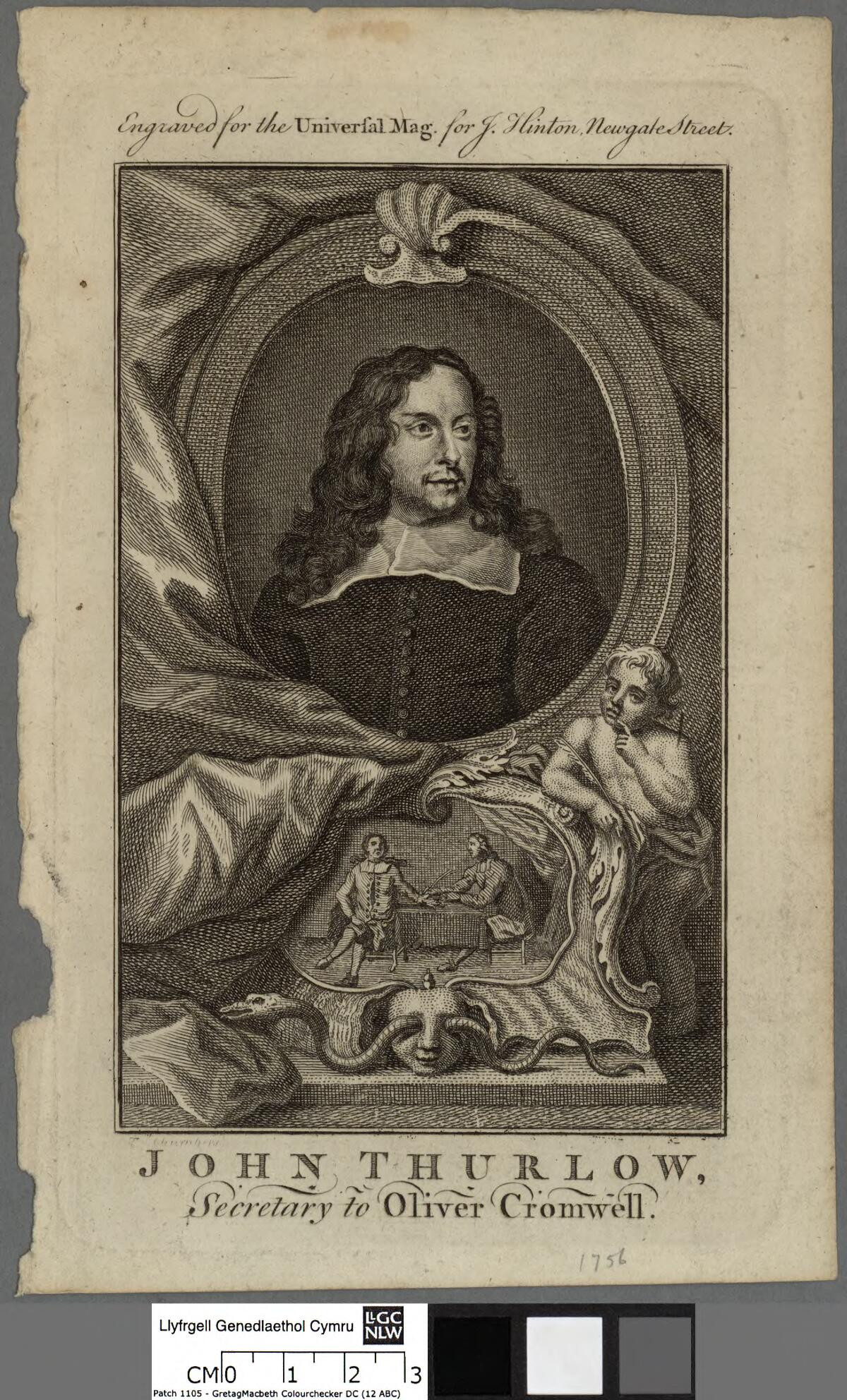